# Smętowice
Smętowice est une localité polonaise de la gmina rurale de Kołbaskowo située dans le powiat de Police en voïvodie de Poméranie-Occidentale. Elle se situe à environ 24 km au sud de Police et 14 km au sud-ouest de la capitale régionale Szczecin.

## Géographie

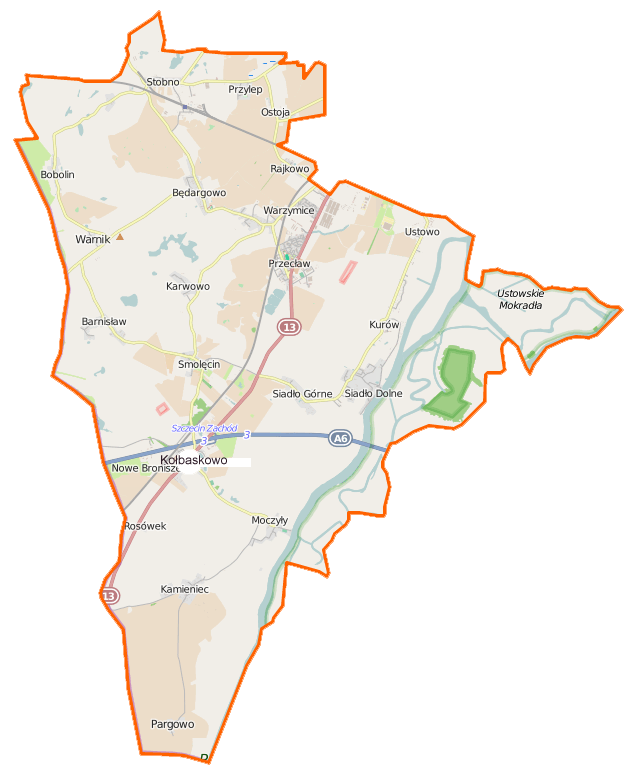
Carte de la gmina de Kołbaskowo.